# İsmail Kahraman
İsmail Kahraman (prononcé en turc [ismail kɑhɾɑmɑn]), né le 7 décembre 1940 à Rize,,,, est un avocat et homme politique turc. Il est le président de la Grande Assemblée nationale de Turquie entre le 22 novembre 2015 et le 12 juillet 2018, date à laquelle Binali Yıldırım, ancien Premier ministre, le remplace à ce poste.

## Biographie
Natif de la province de Rize, İsmail Kahraman suit ses études primaires et secondaires à Karabük puis au lycée Haydarpaşa (en) à Istanbul,,. Diplômé de la faculté de droit (tr) de l'université d'Istanbul,,, il s'engage dans des organisations étudiantes. Il est président de l'Union des étudiants de droit de l'université d'Istanbul, des Jeunes de l'enseignement supérieur de Turquie, puis de l'Union nationale des étudiants turcs de 1967 à 1969,,.
Le 25 avril 2016, il déclare souhaiter que la prochaine Constitution turque soit « religieuse » et que la laïcité ne devra pas y figurer, s'attirant les critiques des milieux laïcs, de l'opposition parlementaire et du président Erdoğan qui déclare lors d'une visite d'État à Zagreb : « Le président du parlement a exprimé ses opinions personnelles sur la nouvelle constitution. En ce qui me concerne, mon avis sur la question a toujours été clair […] il est mentionné dans le manifeste de l'AKP : c'est la laïcité sur le modèle anglo-saxon et européen. ».
Le 28 août 2016, lors d'une cérémonie dans sa ville natale de Rize, il qualifie le révolutionnaire Che Guevara d'« assassin » et de « bandit », affirmant que son portrait ne devrait pas figurer sur les tee-shirts des lycéens turcs. Ces propos suscite une réaction de l'ambassade cubaine qui exprime son inquiétude et son regret. L'ambassadeur cubain à Ankara, Alberto González Casals, déclare que même les pires ennemis de Cuba n'employait pas de telles expressions à l'égard du Che.